# B.J. Mack
B.J. Mack (Charlotte, Carolina del Norte; 11 de marzo de 2000) es un jugador de baloncesto estadounidense que mide 2,03 metros y juega en la posición de pívot. 

## Trayectoria
Mack es un jugador de baloncesto nacido en Charlotte, Carolina del Norte formado en la Oak Hill Academy, situada en Mouth of Wilson en Virgina, antes de ingresar en 2019 en la Universidad del Sur de Florida, situada en Tampa, Florida, donde jugaría durante la temporada 2019-20 la NCAA con los South Florida Bulls.
En 2020, ingresa en el Wofford College, situado en Spartanburg, Carolina del Sur, donde jugaría durante tres temporadas la NCAA con los South Carolina Gamecocks.
En 2023, ingresa en la Universidad de Carolina del Sur en Columbia (Carolina del Sur), donde jugaría durante la temporada 2023-24 la NCAA con los South Florida Bulls.
El 15 de agosto de 2024, B.J. fichó por el Club Baloncesto Morón de la Primera FEB.
El 17 de noviembre de 2024, el Club Baloncesto Morón y el jugador deciden de mutuo acuerdo, separar sus caminos.